# Mont des Alouettes
Mont des Alouettes je 232 metrov visoki hrib v bližini francoskega kraja Les Herbiers, del Armorikanskega masiva. V 16. stoletju je bilo na njem postavljenih sedem mlinov na veter, od katerih so ostali do danes trije, od tega en delujoči. V 19. stoletju je bila na njem pod pokroviteljstvom Karoline, princese Neaplja in Sicilije, zgrajena kapela.
Leta 2011 je bil Mont des Alouettes cilj prve etape kolesarske dirke po Franciji.